# キリング・アンド・ロマンス 狂気の愛
『キリング・アンド・ロマンス 狂気の愛』（原題：殺手的童話）は1994年製作の香港映画。
監督はヴェロニカ・チャン（陳靜儀）。主演はアンディ・ラウ（劉徳華）とアニタ・ユン（袁詠儀）。アクション監督はトン・ワイ。『殺人者の童話』という邦題もある。

## キャスト
- アンディ・ラウ（劉徳華）
- アニタ・ユン（袁詠儀）
- マーク・チェン（鄭浩南）
- クリスティーン・ン（伍詠薇）
- ワイス・リー（李子雄）
- ヘンリー・フォング（方平）
- デュン・ウィルン(段偉倫)
- ジョン・チントン（程東）
- ジョー・ジュニア（祖尊尼亞）
- イップ・ヨクピン（葉玉萍）
- ウィリアム・ソー（蘇永康）
- ライ・チーシャン(黎芷珊)